# Eumorphus wegneri
Eumorphus wegneri is een keversoort uit de familie zwamkevers (Endomychidae). De wetenschappelijke naam van de soort werd in 1956 gepubliceerd door Strohecker.